# Herbstia condyliata
Herbstia condyliata, conosciuto comunemente come granchio delle grotte, è un granchio appartenente alla famiglia Epialtidae e alla sottofamiglia Pisinae.

## Distribuzione e habitat
Reperibile nel Mar Mediterraneo, Mar Nero, Isole Canarie, Isole Azzorre, sia in grotta che tra la Posidonia oceanica, di solito in zone buie o poco illuminate, fino ad 80 metri di profondità.

## Descrizione
Carapace di forma triangolare di colore grigio-rosso, con rostro composto da due spine ben separate. Altre spine sono presenti sul carapace, nella zona dorsale. Arti allungati, di colore rosso. Fino a 4 centimetri di larghezza.